# BYD e6
Der BYD e6 ist ein Elektroauto des chinesischen Herstellers BYD Auto, einer Tochtergesellschaft des BYD-Konzerns. Das Fahrzeug wird seit 2010 vor allem gewerblich in Taxiflotten eingesetzt, seit Ende 2013 auch in Westeuropa. In China wird es auch als Einsatzwagen der Polizei verwendet.

## 1. Generation (seit 2010)
Besonderheiten sind die vom Hersteller angegebene Reichweite von bis zu 400 km bereits in der ersten Generation (keine Normangabe; mit 80-kWh-Akku), eine garantierte Zyklenfestigkeit von 4000 Ladezyklen oder 250.000 km Laufleistung mit Kapazitätsgarantie bis 75 % der nutzbaren Batteriekapazität, die Möglichkeit zur Fremdbetankung eines anderen BYD e6 und eine Ladung des Akkus innerhalb von zwei Stunden.

### Prototyp
Auf der Beijing Auto Show 2008 wurde formal erstmals ein Prototyp des BYD e6 öffentlich gezeigt.

### Globale Markteinführung

#### China

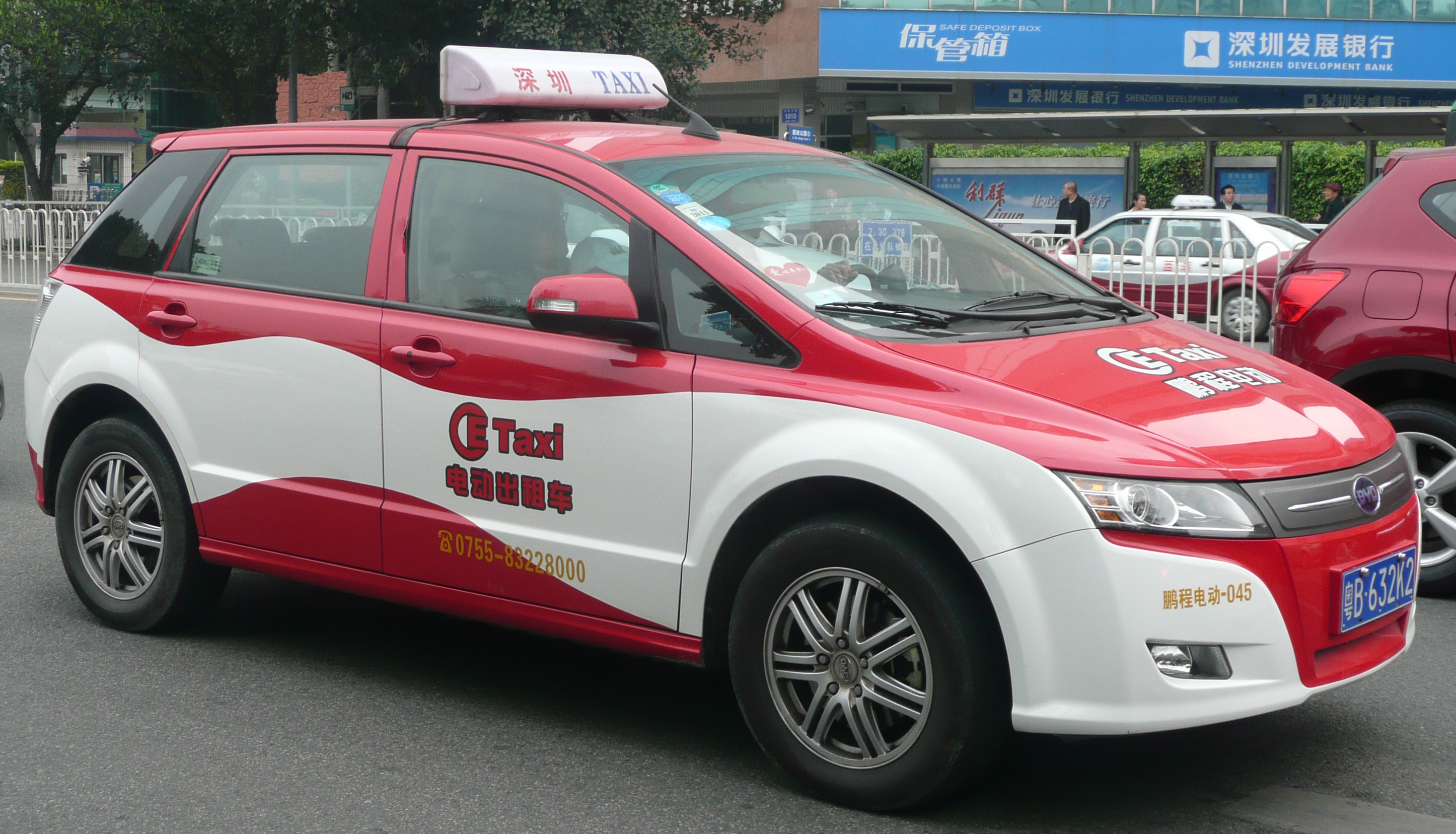
BYD e6 Taxi in Shenzhen.

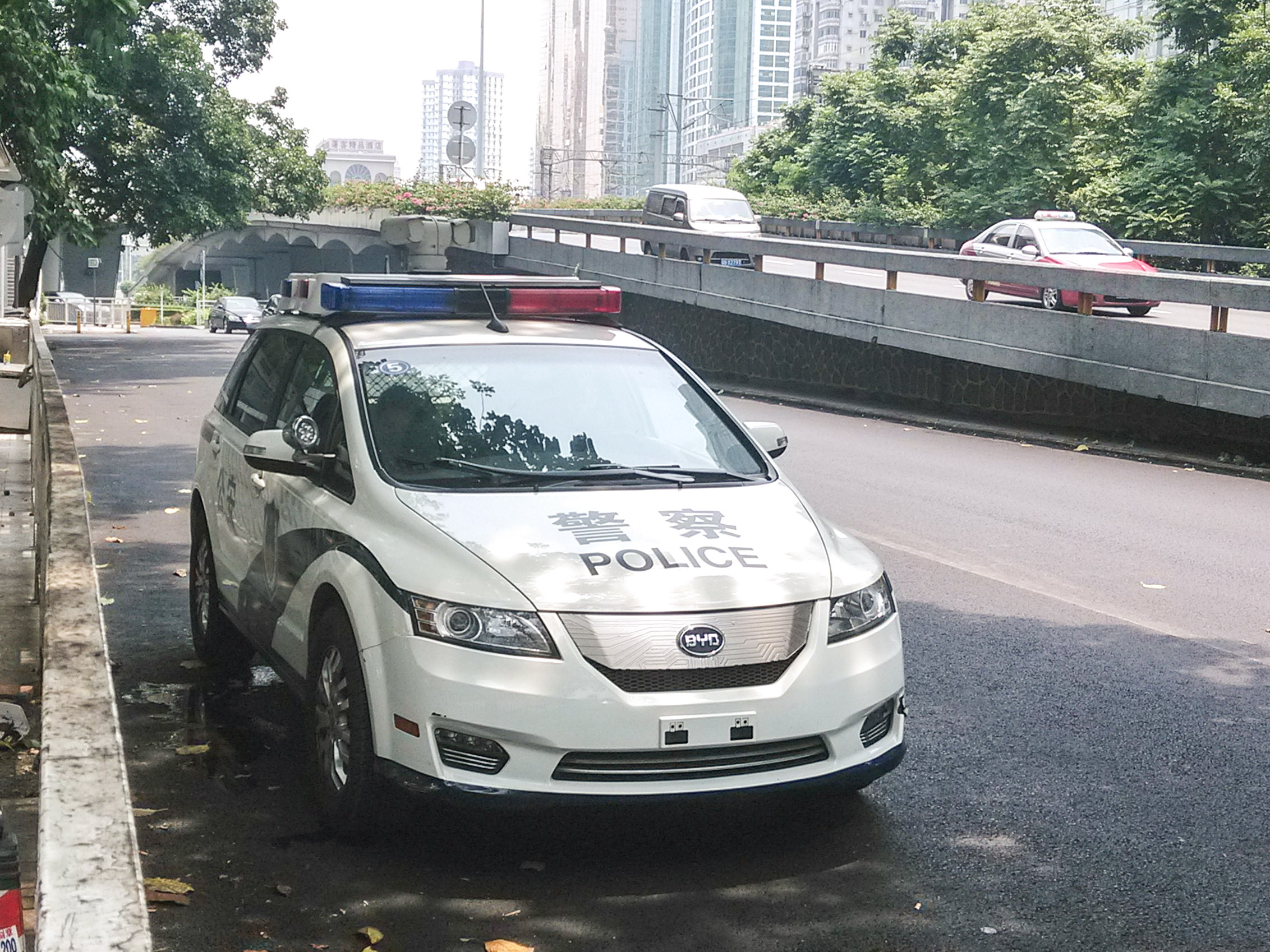
BYD e6 Polizeiauto in Shenzhen.

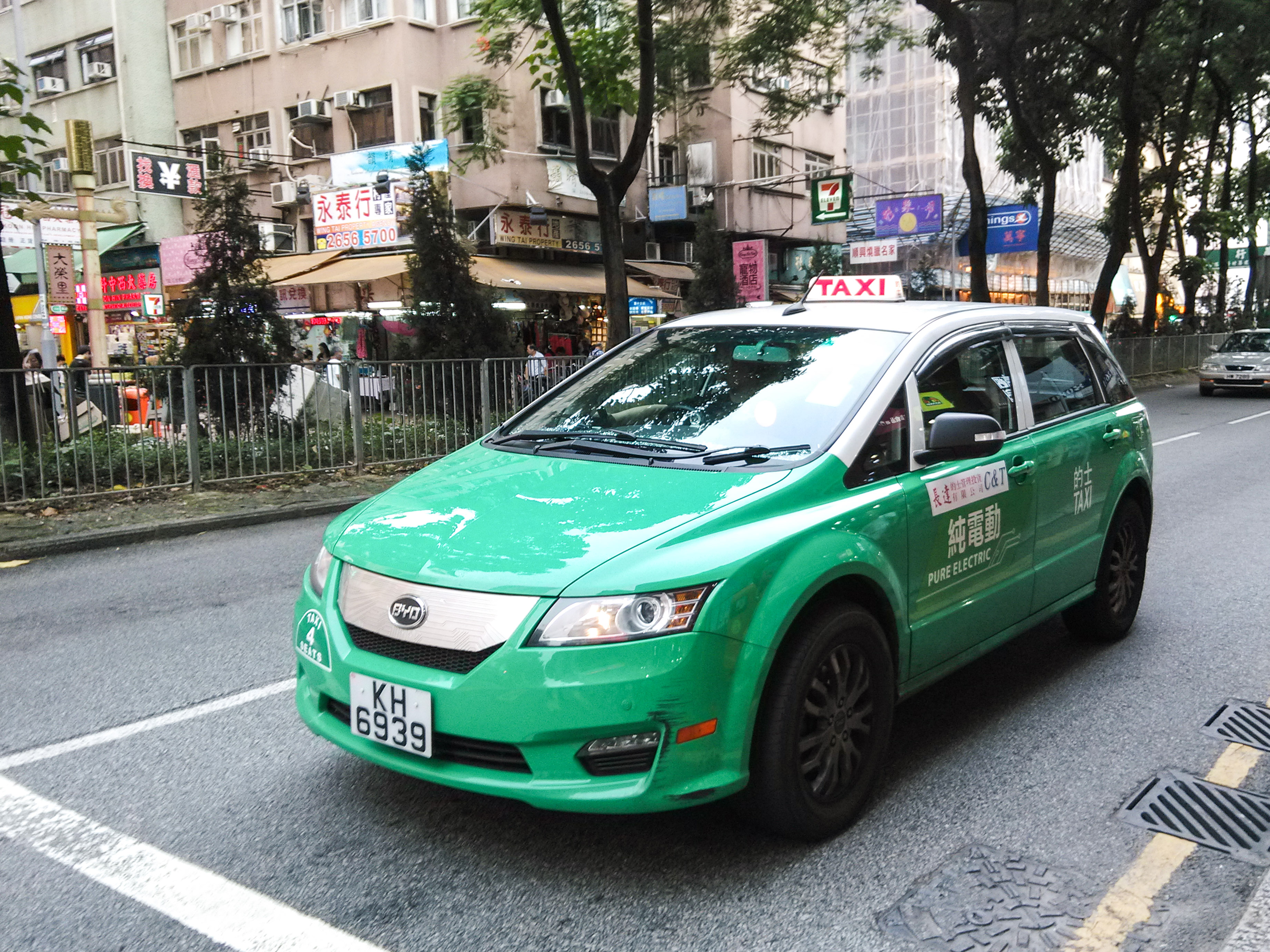
BYD e6 Taxi in Hongkong.

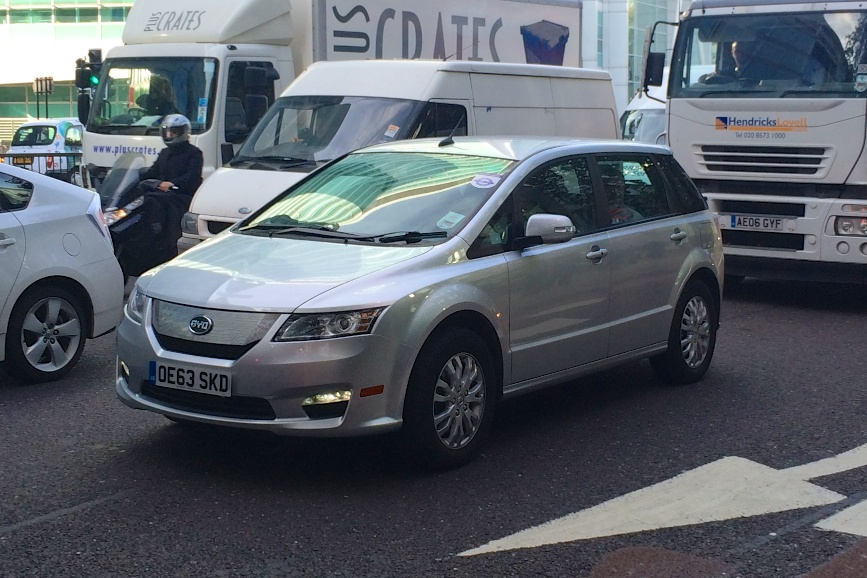
Autovermietung in London

Die ersten vierzig BYD-e6-Elektrotaxis wurden 2010 in der Stadt Shenzhen eingeführt.
Im Folgejahr erfolgte anlässlich der internationalen Sommer-Universiade 2011 der Einsatz weiterer 250 Taxis dieses Typs. Nach dem Ende der Veranstaltung wurden die Fahrzeuge in den regulären Taxidienst der Stadt integriert. Ende 2014 waren in Shenzhen 850 BYD e6 als Taxi im Einsatz.
Seit Mai 2013 wird das Modell auch als Taxi in Hongkong und seit November 2013 auch in Wuzhou verwendet. Ende 2014 waren in Hongkong 45 BYD e6 im Taxidienst.
Auch das weltgrößte Mietwagenunternehmen Hertz hat das Modell in seine Fahrzeugflotte aufgenommen. Dabei wird das Fahrzeug mit vollgeladener Batterie übergeben, sodass sich die Kunden bei einer eintägigen Mietdauer nicht um das Aufladen kümmern müssen.
Seit Anfang 2013 wird der BYD e6 auch als Polizeifahrzeug in Shenzhen eingesetzt; vorgesehen ist die Lieferung von insgesamt 500 Fahrzeugen.

#### Belgien
Seit Oktober 2014 sind in der belgischen Hauptstadt Brüssel 34 BYD e6 als Taxi im Einsatz. Die öffentliche Übergabe fand unter Anwesenheit des für Mobilität zuständigen Ministers Pascal Smet statt. Bei der Ausschreibung konnte sich BYD u. a. gegen die Elektrofahrzeuge von Renault und Nissan durchsetzen.

#### Niederlande
Seit Dezember 2013 ist der BYD e6 in Rotterdam als Taxi im Einsatz. Das Rotterdam Taxi Center wird zunächst 25 Elektroautos beschaffen. Von der Stadtverwaltung wurden bisher (Stand: 2013) 500 Ladestationen installiert.

#### Vereinigtes Königreich
In der britischen Hauptstadt London ist seit 2014 eine kleine Taxiflotte von 20 BYD e6 unterwegs.

#### USA
Das Fahrzeug wurde zunächst auf der North American International Auto Show in Detroit 2009 vorgestellt und dort 2010 erneut gezeigt. Das Modell sollte im Laufe des Jahres 2010 auf den US-amerikanischen Markt kommen, gleichwohl wird es bis heute nicht angeboten. Die Verzögerungen werden in Fachkreisen auch auf die Konkurrenz der bereits im Verkauf befindlichen US-Elektrofahrzeuge Chevrolet Spark EV und Tesla, auf die noch nicht ausreichende Zahl von Ladestationen sowie auf Vorbehalte vieler Kunden gegenüber chinesischen Produkten zurückgeführt. Inzwischen hat das Unternehmen erklärt, dass es sich zunächst auf die Vermarktung des BYD ebus in den USA konzentrieren wird.

#### Kolumbien
Seit September 2013 sind in der Hauptstadt Bogotá 45 BYD e6 als Taxi im Einsatz. Die Taxiflotte ist Teil des kolumbianischen Biotaxis Projects. Die Regierung, die Einfuhrzölle auf Elektroautos abgeschafft hat, rechnet in den Folgejahren mit dem Import von über 2.000 Elektrofahrzeugen.
Die Förderung der Elektromobilität wird unterstützt von der Clinton Climate Initiative (CCI), einem Programm der Clinton Foundation.

#### Costa Rica
Seit Ende 2013 wird der BYD e6 auch in Costa Rica vertrieben. Er wird zunächst nur als Taxi angeboten.

#### Deutschland
Seit Anfang 2016 wird der BYD e6 durch die Firmen Fenecon und Trafa in Deutschland und Österreich vertrieben. Die Kosten betragen 50.000 Euro zzgl. MwSt. Das Auto ist für den gewerblichen Flotteneinsatz mit hohem Reichweitenbedarf konzipiert. Das Fahrzeug ist im Programm Umweltbonus nicht aufgeführt und bekommt damit keine Förderung.

### Ausstattung
Alle Modelle sind serienmäßig mit einer Klimaanlage, Ledersitzen, einem dem Keyless Go vergleichbaren, schlüssellosen Startsystem sowie – neben den üblichen Front- und Seitenairbags – auch mit zusätzlichen Vorhangairbags ausgestattet.

### Technische Daten
Das Fahrzeug mit einer Länge von rund 4,5 m und einem Schrägheck wird vom Hersteller als Crossover bezeichnet. Als Motorisierung dient ein Elektromotor mit 90 kW und 450 Nm maximalem Drehmoment.
Kernstück des Modells ist der von BYD selbstentwickelte Lithium-Eisenphosphat-Akkumulator. Diese recyclingfähige Hochenergiezelle (80 kWh) gilt als sicher (kein Thermisches Durchgehen) und umweltfreundlich (keine Schwermetalle oder toxische Elektrolyte). Laut Herstellerangaben reicht die gespeicherte Energie, um mit dem BYD e6 300 Kilometer ohne Aufladen zurückzulegen. Die Höchstgeschwindigkeit wird mit 140 km/h angegeben. Nach Angabe des Herstellers kann der Lithium-Eisen-Phosphat-Akku des Autos innerhalb von zwei Stunden aufgeladen werden.
Zum Serienumfang gehört ein Antiblockiersystem mit elektronischer Bremskraftverteilung.

#### Kosten
BYD rechnet auf seiner Webseite vor, dass ein BYD e6 als Taxi bei einer Laufzeit von 5 Jahren allein bei den Energiekosten, also Stromverbrauch statt Benzinverbrauch, eine Einsparung von etwa 74.000 USD erreicht.

### Unfälle

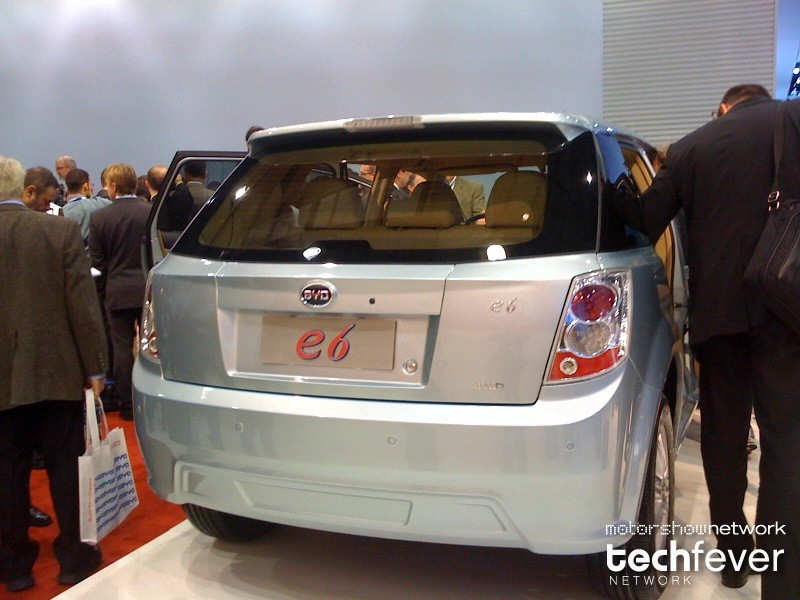
Heckansicht
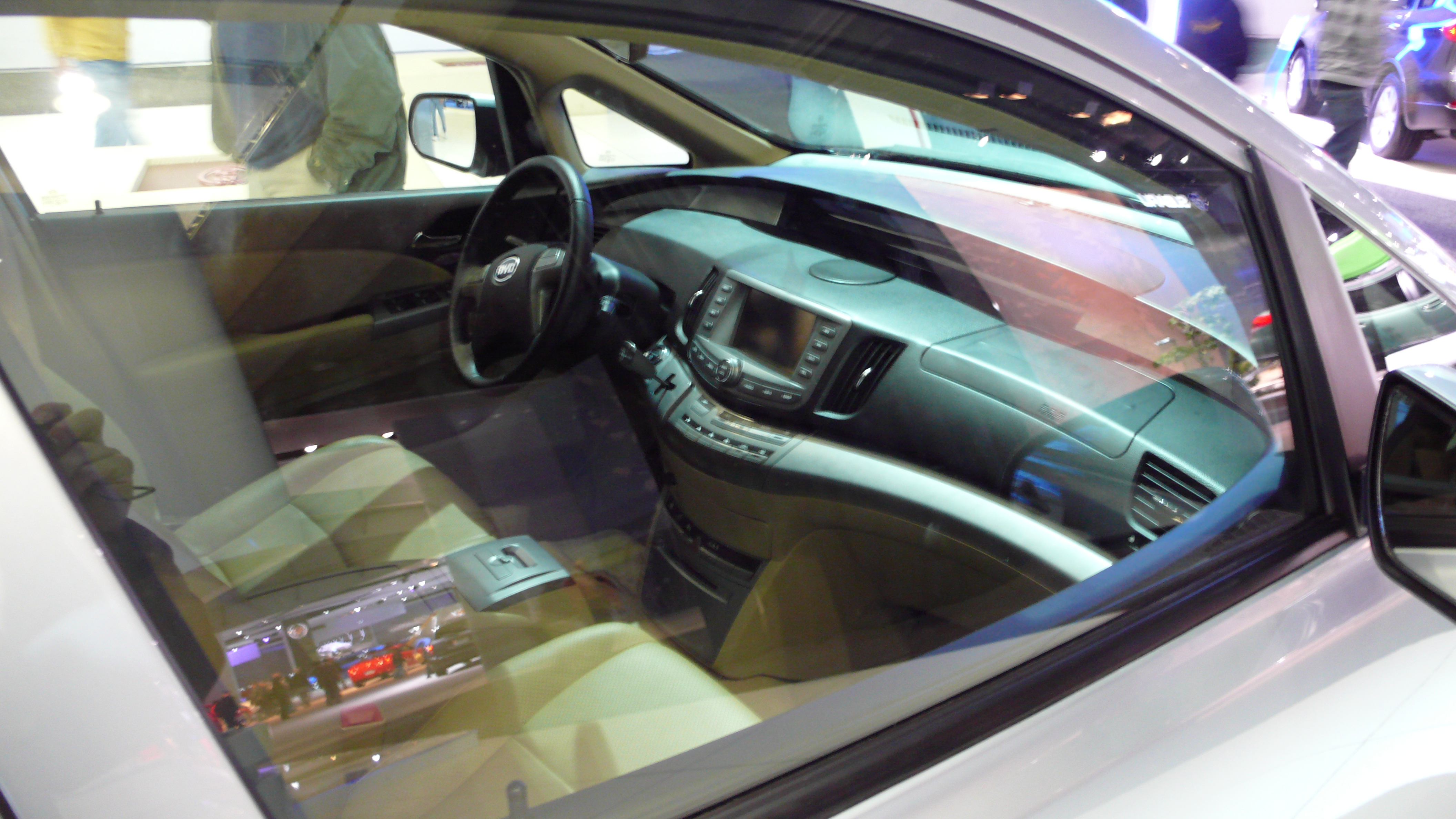
Interieur
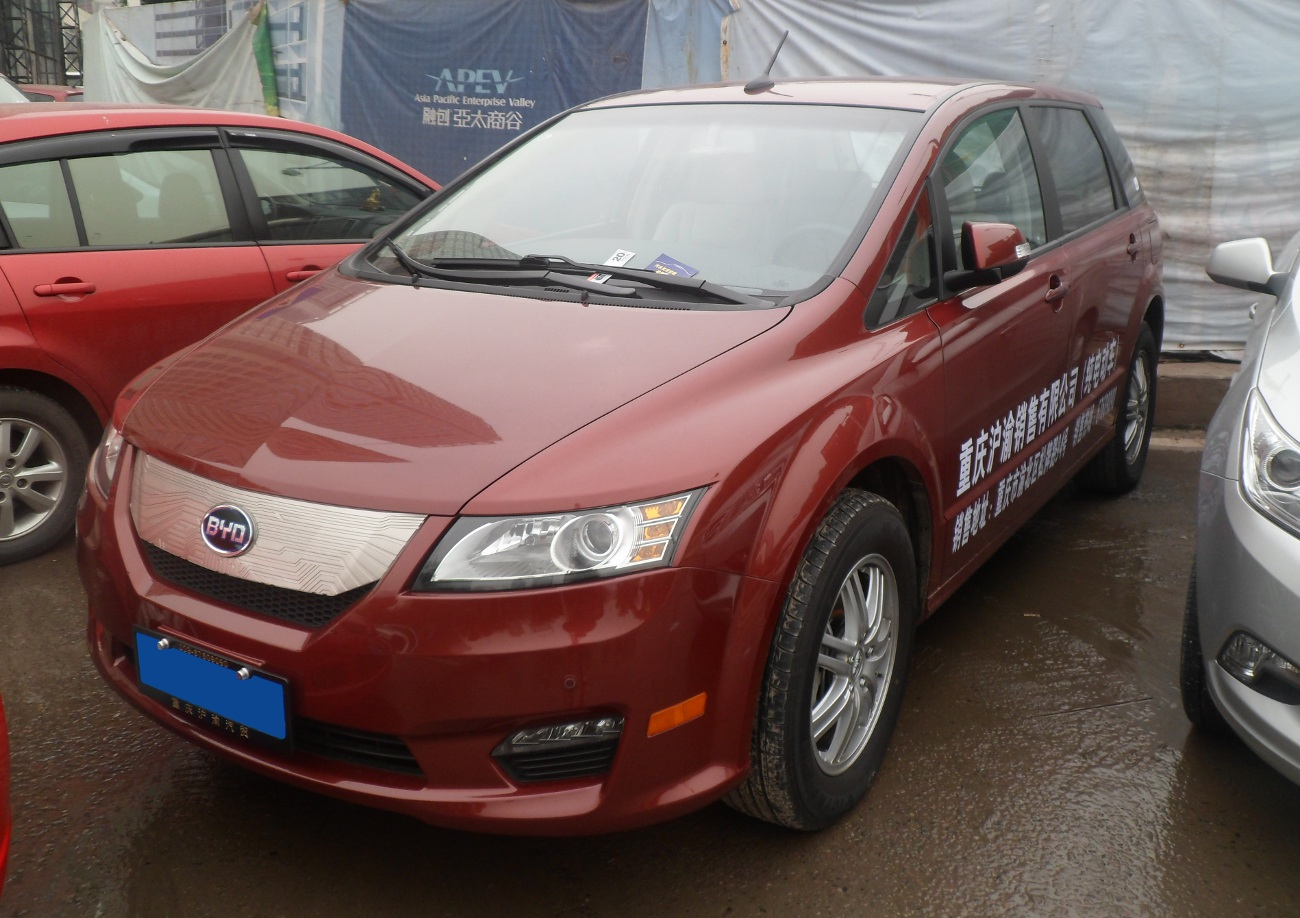
Am 26. Mai 2012 ereignete sich in der chinesischen Stadt Shenzhen ein schwerer Unfall mit einem BYD e6. Das Ereignis wurde weltweit kommentiert. In deutschen Automobilzeitschriften führte die Meldung rasch zu einer kritischen und in der Boulevardpresse zu einer teilweise wenig seriösen Berichterstattung über die Sicherheit von Elektroautos im Allgemeinen.

Nach Auswertung des Unfalls erklärten die chinesischen Behörden, dass keine Explosion der Batterie, sondern ein Kurzschluss leichtentzündlicher Stoffe im Innenraum des Fahrzeugs einen Brand auslöste. Auch der ADAC bewertete den Unfall und sieht generell kein erhöhtes Risiko für Brände bei Unfällen mit Elektroautos, da das Energiesystem bei einem Unfall zur Vermeidung von Brand- und Kurzschlussreaktionen frühzeitig abgekoppelt wird. Bei dem Unfall war ein Nissan GT-R mit einer Geschwindigkeit von 183 km/h in das Elektroauto gefahren. Der BYD e6 wurde über drei Fahrspuren gegen einen Baum geschleudert und prallte dort zurück. Dabei geriet das Elektrofahrzeug in Brand. Die drei Insassen starben.
- Im Juni 2013 kam es in Hongkong zu einem Brand einer kleinen Ladestation. Nach Angabe des Herstellers führte eine lose Verbindung zum Fahrzeug zu einer Überhitzung und zum Schmelzen des an einer Wand befestigten Ladegerätes. Im Anschluss an den Unfall waren alle BYD-Ladestationen im Ort vorübergehend abgeschaltet und damit die Elektro-Taxiflotte in Hongkong stillgelegt worden.[24] Im Vorjahr hatte der TÜV Rheinland ein Sicherheitszertifikat für die Ladeeinrichtungen der BYD-Elektrofahrzeuge ausgestellt.[25]

## 2. Generation (seit 2021)

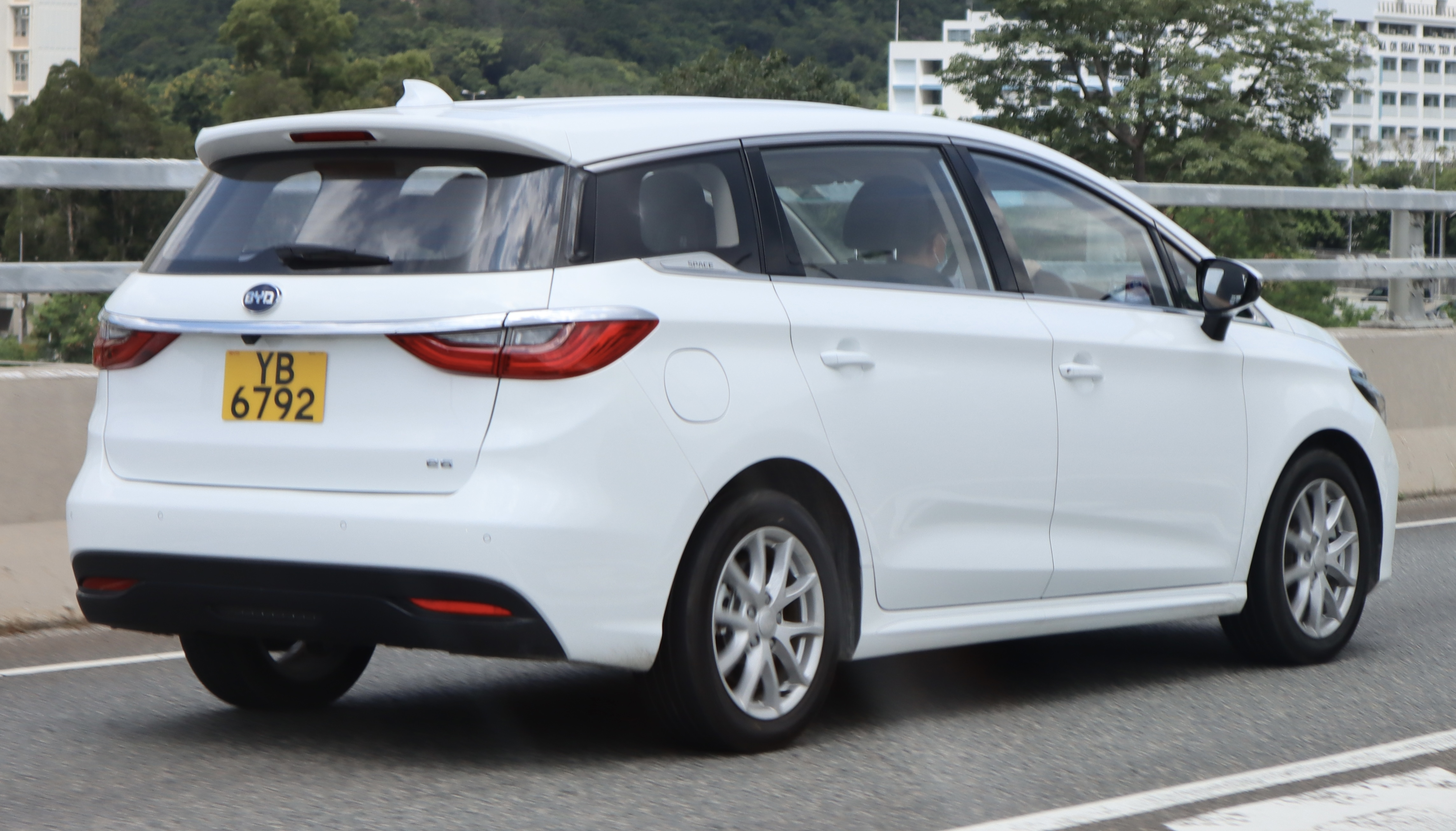
BYD e6 (seit 2021)

Die zweite Generation des e6 basiert auf dem seit 2017 gebauten Song Max. Zunächst kam sie im März 2021 in Singapur in den Handel. Der indische Markt folgte im November 2021. Auch der e6 der zweiten Generation hat wieder einen Lithium-Eisenphosphat-Akkumulator, der eine Reichweite von bis zu 522 km nach WLTP ermöglicht.